# Љобрегат
Љобрегат (шп. Llobregat) је река у Шпанији. Дуга је 170 km. Извире у Serra del Cadí, а улива се у Атлантски океан код града Прат де Љобрегат. 